# 1819年恐慌
1819年恐慌是美国第一次大規模金融危机，此次危機導致棉花帶向西扩张的速度減緩，而且美国经济全面崩溃。此次金融危機一直持续到1821年。
尽管此次经济衰退受到拿破崙戰爭后的全球市场调整推动，但银行无限制地发行纸币以及土地过度投机加剧了经济衰退。